# Acesso antecipado
Acesso antecipado ou early access é um modelo de financiamento na indústria de jogos eletrônicos em que os consumidores podem pagar por um jogo que está em seu estado inicial de desenvolvimento e obter acesso posteriormente à obra completa, incluindo as versões alfa e beta do jogo, enquanto o desenvolvedor é capaz de usar este financiamento para continuar o trabalho no jogo. Estes que pagam para participar geralmente ajudam na depuração (debug) do jogo, fornecem feedback e sugestões e podem ter acesso a materiais especiais no jogo. A abordagem do acesso antecipado é uma maneira comum para obter financiamento para jogo indie e pode ser usado em conjunto com outros mecanismos de financiamento, incluindo o financiamento coletivo (crowdfunding).

## História
Tradicionalmente, as publicadoras de jogos não lançam versões inacabadas de seus produtos para o público, preferindo depender de testes internos com acordos de não divulgação. Isto previne que estas versões sejam alvo de pirataria de software, e limita que informações possam ser potencialmente compartilhadas com competidores. Por conta disto, publicadoras financiam o desenvolvimento completo de um jogo até esse estar completo, o que as torna menos dispostas a tomar riscos com títulos experimentais. Em alguns casos, publicadoras encontraram maneiras de permitir jogadores de ganhar ou comprar o acesso ao estado beta de um jogo em um ambiente controlado. Por exemplo, um convite para a versão beta da parte multijogador de Halo 3 foi incluído com o jogo Crackdown, sendo atribuído as altas vendas do jogo.
Para jogos indie, que são tipicamente distribuídos sem uma publicadora, a fonte do financiamento para o desenvolvimento não está disponível de forma imediata. Muitas empresas indie usam fundos pessoais, enquanto as maiores podem conseguir investimento de outras fontes, e programas de financiamento coletivo como Kickstarter mostraram-se viáveis para ambos. Outra dificuldade para desenvolvedoras indie foi uma maneira de testar seus jogos antes do lançamento, faltando-lhes os recursos de uma publicadora e não obtendo feedback suficiente antes do lançamento.
O conceito de acesso antecipado ajuda a aliviar ambos os problemas. Acesso antecipado a um jogo é tipicamente oferecido quando o jogo está num estado jogável mas não está completo, ou ainda tem bugs de software para ser encontrados. Muitas vezes estes jogos são considerado como na versão alfa ou beta, e podem estar a meses ou anos de sua conclusão. Jogadores interessados tem a capacidade de comprar a entrada ao desenvolvimento do jogo, ganhando acesso ao software em seu estado de criação, e são encorajados a jogar e fazer testes de estresse no software. Este feedback pode ajudar o desenvolvedor a afinar a direção, arte, e mecânicas de software do jogo em antecipação ao lançamento final. Uma vez que o jogo é lançado, o jogador pode ou continuar a ter acesso ao software ou é recompensado com meios de obter a versão final do título com outros extras, como músicas, seu nome nos créditos do jogo, ou outras recompensas. Estes jogadores ajudam a financiar o jogo até sua conclusão, mas correm o risco do jogo nunca chegar ao lançamento final. Como os jogadores tipicamente não estão limitados por acordos de confidencialidade para participar do acesso antecipado, estes jogadores podem fornecer análises do jogo em redes sociais, ou jogá-lo em transmissões online, que subsequentemente pode estimular interesse no título.
Um dos exemplos mais recentes deste modelo é Minecraft. O jogo foi criado em meados de 2009 por Markus Persson inicialmente como um jogo baseado em navegador que ele desenvolveu juntamente com seu emprego de tempo integral. A versão alfa do jogo se provou tão popular que no mês de lançamento, Persson adicionou uma maneira na qual jogadores poderiam pagar 10 euros e acessar o jogo, permitindo a ele que continuasse seu desenvolvimento. A medida que as vendas do jogo aumentaram, ele pôde sair de seu emprego e oito meses depois trabalhar no jogo em tempo integral e fundar a Mojang para trazer uma equipe de desenvolvedores maior. Minecraft continuou a oferecer acesso antecipado pelo seu período de desenvolvimento, assegurando que todos que compraram o acesso receberiam a versão final de graça. O jogo foi considerado completo e lançado no final de 2011. Anteriormente ao seu lançamento, mais de 1.8 milhões de jogadores haviam comprado o acesso ao estágio alfa e beta, com mais de  milhões arrecadados dessas vendas iniciais. O sucesso de Minecraft levou à abordagem do acesso antecipado se tornar um meio popular de se publicar jogos indie.

## Abordagem
Para ajudar o acesso antecipado, algumas lojas de distribuição digital fornecem os mecanismos de vendas e distribuição para os desenvolvedores usarem para oferecer seus títulos sob acesso antecipado. Embora essas lojas tirem uma pequena fração das vendas para o serviço, elas também lidam com problemas complexos com pagamentos através de cartão de crédito e serviços como PayPal, largura de banda para entrega de software, redenção de chaves para outras vitrines digitais e promoção dentro da loja. A loja digital Desura lançou uma iniciativa de financiamento alfa em 2011 para ajudar os desenvolvedores indie a promover os próximos títulos. A Valve Corporation adicionou um acesso antecipado ao Steam em março de 2013, permitindo que os desenvolvedores aproveitem a plataforma da Steam e a API do Steamworks. A loja GOG.com iniciou um programa de acesso antecipado, "Games in Development", semelhante ao da Steam em janeiro de 2016, mas mantendo-se fiel à filosofia de sua loja, mantendo os títulos livres de gerenciamento de direitos digitais e fornecendo melhores formas de anáises para examinar os títulos usando o serviço. A GOG implementou ainda uma política de reembolso de 14 dias, sem perguntas, para títulos de acesso antecipado, que remove qualquer risco para o potencial comprador.A Itch.io introduziu seu programa de acesso antecipado chamado "Refinary" em maio de 2016, o que permitiu que os desenvolvedores escolhessem outros modelos de acesso antecipado, incluindo betas de usuários limitados e betas apenas para convidados.
O grupo Humble Bundle criou a Loja Humble que também fornece métodos de distribuição e loja para jogadores indie que desejam vender acesso antecipado de jogos, e para desenvolvedores que procuram entrar no Steam, oferece a capacidade de fornecer chaves de resgate do Steam uma vez que esses títulos estão listados na loja, ao mesmo tempo que incorpora um método para permitir que os jogadores paguem ou deem gorjetas ao desenvolvedor além do custo base.
Os fabricantes de videogames também analisaram o sucesso do acesso antecipado e criaram seus próprios programas similares para os usuários de seus consoles. A Sony Computer Entertainment afirmou em julho de 2014 que eles consideram a criação de um programa de acesso antecipado para desenvolvedores independentes da PlayStation 4 seguindo o modelo Steam e lançaram essa abordagem em setembro de 2015 com o jogo Dungeon Defenders II. A Microsoft também iniciou o programa Xbox Game Preview em junho de 2015 para os usuários envolvidos com a pré-visualização do painel do console do Xbox One com planos de expandi-lo totalmente para todos os usuários no Xbox One e no Windows 10; O programa de pré-visualização do jogo Xbox difere de outras abordagens, pois os títulos de acesso inicial incluem uma demonstração de jogo gratuita no estado atual do desenvolvimento para dar aos jogadores a chance de testar o jogo antes de comprar. Este serviço foi lançado com os títulos de acesso inicial The Long Dark e Elite: Dangerous. O Google oferece um programa de acesso antecipado similar para a loja Google Play para dispositivos Android, começando em meados de 2016.
Embora a maioria dos títulos que usam acesso antecipado sejam de desenvolvedores independentes, alguns desenvolvedores de AAA usaram uma abordagem de acesso antecipado para aumentar seus ciclos de desenvolvimento normais. Codemasters usou o Early Access da Steam para ajudar a desenvolver Dirt Rally; Em um ponto em que eles tiveram que fazer uma decisão de continuar ou não com o desenvolvimento completo de um título de nicho de corrida, a empresa optou por usar o acesso antecipado para oferecer uma versão polida do jogo ainda em desenvolvimento para medir o interesse e Obter feedback dos jogadores, corrigir os problemas que os jogadores tiveram com títulos anteriores em suas séries. Após cerca de um ano, a Codemasters estava confiante para continuar a completar o jogo e produzir versões de console com o editor junto com a versão do computador pessoal. A Ubisoft utilizou o acesso antecipado para ajudar a completar o Ghost Recon Phantoms de Tom Clancy (anteriormente chamado Ghost Recon Online) após o trabalho de desenvolvimento estar completo, incorporando a resposta dos jogadores para ajustar o jogo final.
O acesso antecipado é frequentemente vinculado com outros meios de financiamento. Os jogos que usaram o Kickstarter ou outros mecanismos de crowdfunding geralmente incluem acesso antecipado aos patrocinadores e, posteriormente, permitem que aqueles que não participaram do financiamento para comprar esse acesso antecipado, o que ajuda a fornecer fundos adicionais para uma maior expansão.

### Steam Early Access
A plataforma de lançamento "Steam Early Access" (executada pela Valve Corporation), faz uso do software Steam exclusivo para vendas e distribuição. O programa foi lançado em 20 de março de 2013 e inicialmente disponibilizou 12 títulos de jogos. Antes que os jogos sejam lançados, os desenvolvedores solicitam comentários dos compradores Steam Early Access (que contribuíram com fundos para a criação do jogo), para fornecer a entrada necessária. Após a sua liberação, a Valve planejou ter os títulos retirados do seu programa Steam Greenlight adicionado ao Steam Early Access, além de adicionar títulos que já foram aceitos através do Steam Greenlight. Muitos projetos de financiamento de crowdfunding prometem oferecer acesso a versões alfa e / ou beta do jogo à medida que o desenvolvimento avança; No entanto, ao contrário de alguns desses projetos que solicitam fundos, mas ainda não têm um jogo jogável, todos os jogos Steam Early Access oferecem uma versão imediatamente jogável do jogo inacabado aos clientes.

## Jogos notáveis usando acesso antecipado
A seguir há uma lista parcial de jogos eletrônicos que foram considerados usos bem sucedidos da abordagem do acesso antecipado:
- Minecraft, como descrito acima.
- Kerbal Space Program seguiu um modelo similar ao de Minecraft e eventualmente moveu para o programa de Steam Early Access, aonde vendeu até então milhões de cópias.[20]
- Prison Architect aonde foi capaz de arrecadar em torno de 8 milhões de dólares em receita com mais de 250.000 vendas do jogo enquanto em acesso antecipado.[21]
- DayZ, um jogo multiplayer baseados em zumbis, ganhou mais de 400.000 vendas em uma semana em Acesso Antecipado.[22]
- Don't Starve usou ambas as abordagens de acesso antecipado própria quanto da versão da Steam para incrementalmente adicionar recursos e obter feedback de sua base de jogadores, tratando cada novo lançamento como uma nova expansão para o jogo de forma a manter os jogadores interessados durante este período.[23]

## Reação
Gamasutra considerou o conceito de acesso antecipado, particularmente a abordagem da Steam, como um das cinco tendências de 2013 que definiu a direção que a indústria de jogos eletrônicos iria.
A abordagem do acesso antecipado foi criticado por alguns; como notado por Ben Kurchera de Polygon, que afirmou que o modelo do acesso antecipado valida o uso de jogos inacabados como uma "estratégia de negócios válida". Enquanto aqueles que compram o acesso antecipado realmente recebem um jogo incompleto para jogar, testar e fornecer feedback para os desenvolvedores, estas pessoas também correm o risco de o jogo nunca ser completado ou se finalizar como um produto abaixo dos padrões. Um estudo usando o Acesso Antecipado da Steam em novembro de 2014 descobriu que apenas 25% dos títulos enviados como acesso antecipado chegaram ao lançamento da forma final. Sergey Galyonkin, criador da ferramenta Steam Spy para estimar vendas de jogos através dos perfis da Steam, identificou que ao contrário da crença popular, títulos de acesso antecipado só ganham um grande impulso de vendas - quando o jogo é lançado pela primeira vez como acesso antecipado na Steam - ao contrário de ter um segundo grande impulso de vendas uma vez que o jogo sai do acesso antecipado.